# Giacomo Leopardi (politico)
Giacomo Leopardi (Genova, 19 dicembre 1928 – 13 settembre 2015) è stato un politico italiano, esponente di Forza Italia e già europarlamentare.

## Biografia
È stato presidente di Federfarma dal 1975 al 1985 e successivamente presidente della Federazione nazionale degli Ordini fino al 2009.
È stato eletto deputato europeo alle elezioni del 1994 per le liste di Forza Italia. È stato membro della Commissione per la protezione dell'ambiente, la sanità pubblica e la tutela dei consumatori, della Delegazione per le relazioni con gli Stati Uniti e della Delegazione alla commissione parlamentare mista UE-Malta. Termina il proprio mandato all'Europarlamento nel giugno 1999.
Alle elezioni politiche del 2001 si è candidato alla Camera dei deputati nel collegio Roma Pietralata: sostenuto dalla coalizione di centrodestra della Casa delle Libertà, ha ottenuto il 45,1% dei voti ed è stato sconfitto dalla rappresentante dell'Ulivo Gabriella Pistone con il 50,9%.
È morto all'età di 86 anni il 13 settembre 2015.